# Huntleya lucida
Huntleya lucida là một loài lan hiện diện ở bắc Brasil (Roraima), Ecuador, Guyana, Honduras và Venezuela.

## Hình ảnh

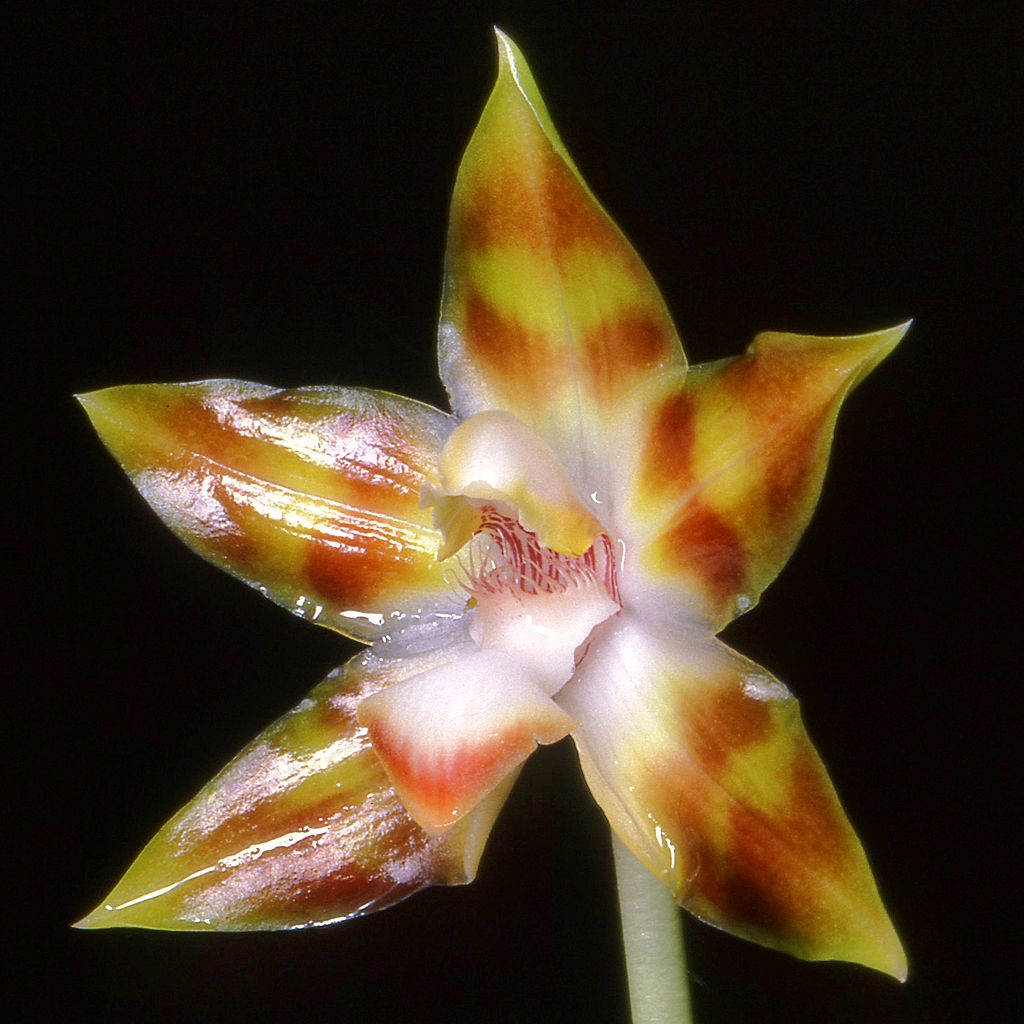
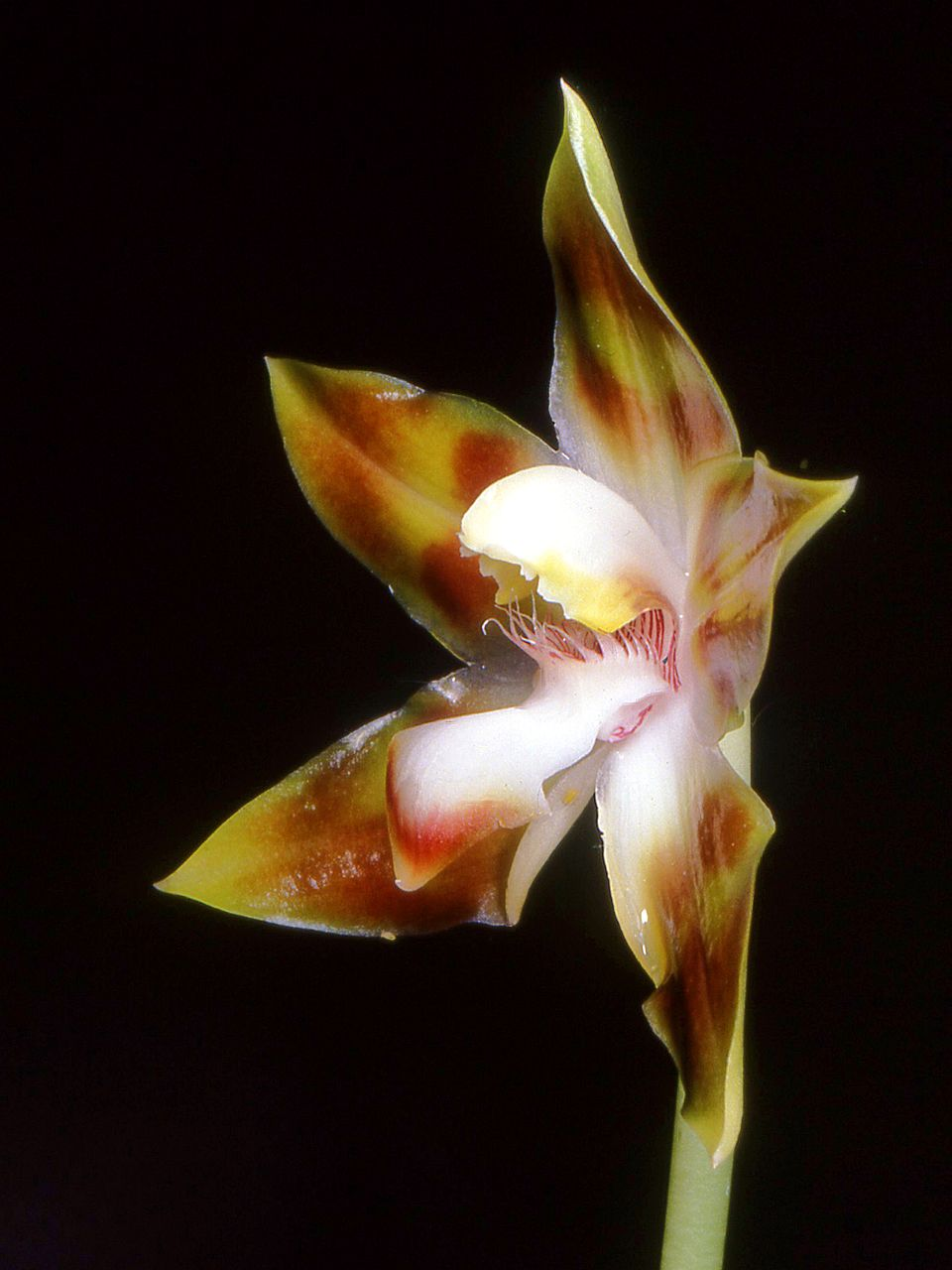
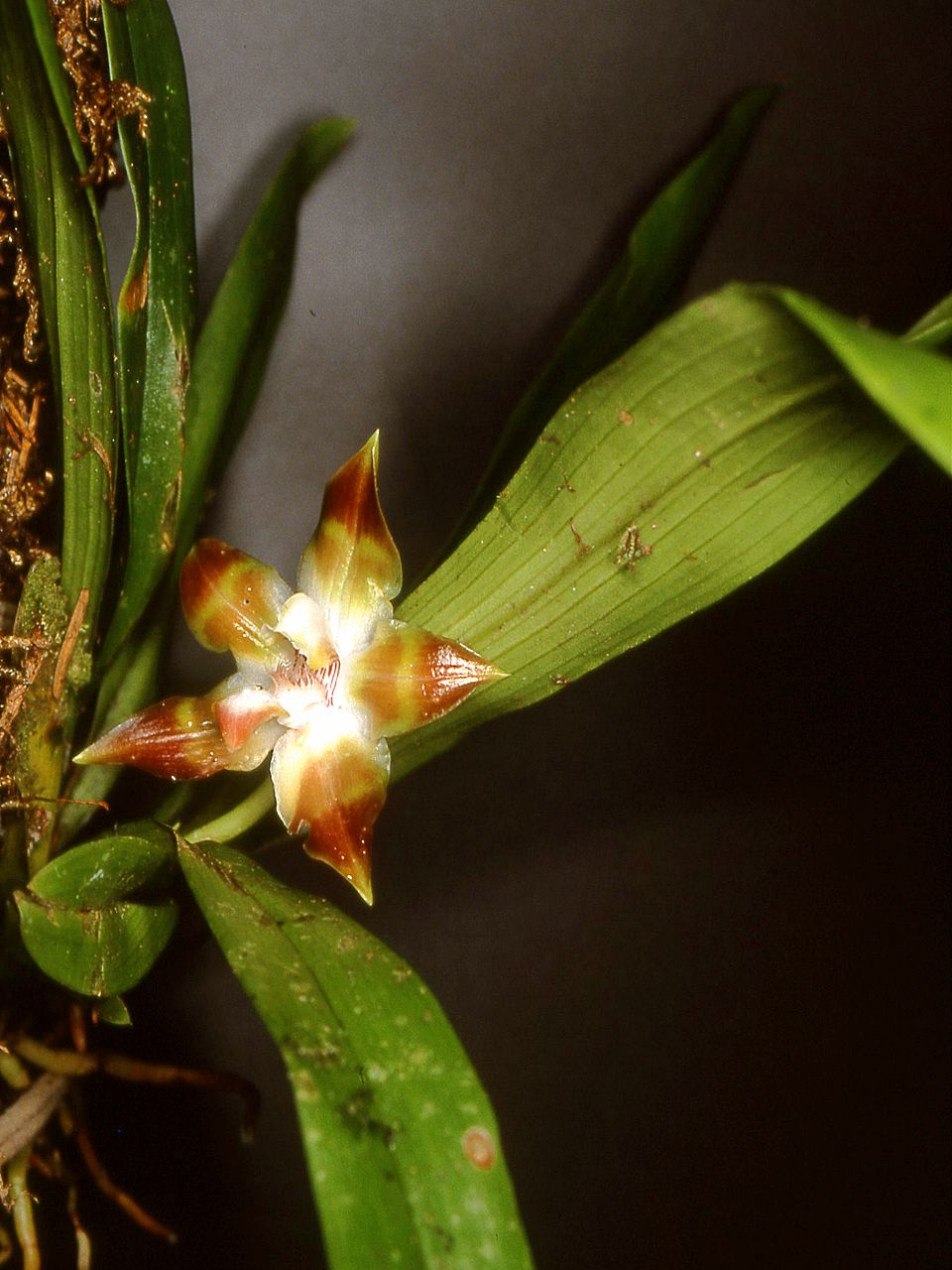